# Muse Bihi Abdi
Musa Bihi Abdi (in somalo: Muuse Biixi Cabdi; Hargheisa, 1948) è un politico e militare somalo del Somaliland ed ex ufficiale militare, presidente del Somaliland dal 13 dicembre 2017 al 12 dicembre 2024..
Il 21 novembre 2017 Muse Bihi è stato annunciato il vincitore delle elezioni presidenziali del 2017.

## Carriera militare
Nel 1985, ha disertato dall'esercito somalo e si è unito al Movimento Nazionale Somalo (SNM).
Dal 1985 al 1988 Bihi ha partecipato alla conduzione di intense operazioni di guerriglia condotte dal SNM contro il regime di Siad Barre. Fino al 1990, Bihi ha servito come ministro degli affari interni sotto il defunto presidente Muhammad Haji Ibrahim Egal.

## Carriera politica

### Amministrazione egal
Dopo la rinascita e la dichiarazione di indipendenza del Somaliland nel 1991, il colonnello Muse Bihi Abdi ha svolto un ruolo fondamentale nel processo di riconciliazione dei clan del Somaliland a Burao, Berbera, Sheekh e Borama.
Nel 1993, Bihi è stato ministro degli interni e della sicurezza nazionale nel governo del defunto presidente Muhammad Haji Ibrahim Egal.

### Amministrazione Silanyo
Nel 2010, Bihi è diventato il presidente del Partito per la pace, l'unità e lo sviluppo.

### Elezioni presidenziali 2017
Le elezioni presidenziali del Somaliland del 2017 si sono svolte il 13 novembre 2017 e il 21 novembre Bihi è stato annunciato come vincitore delle elezioni, diventando presidente eletto del Somaliland.

## Presidenza

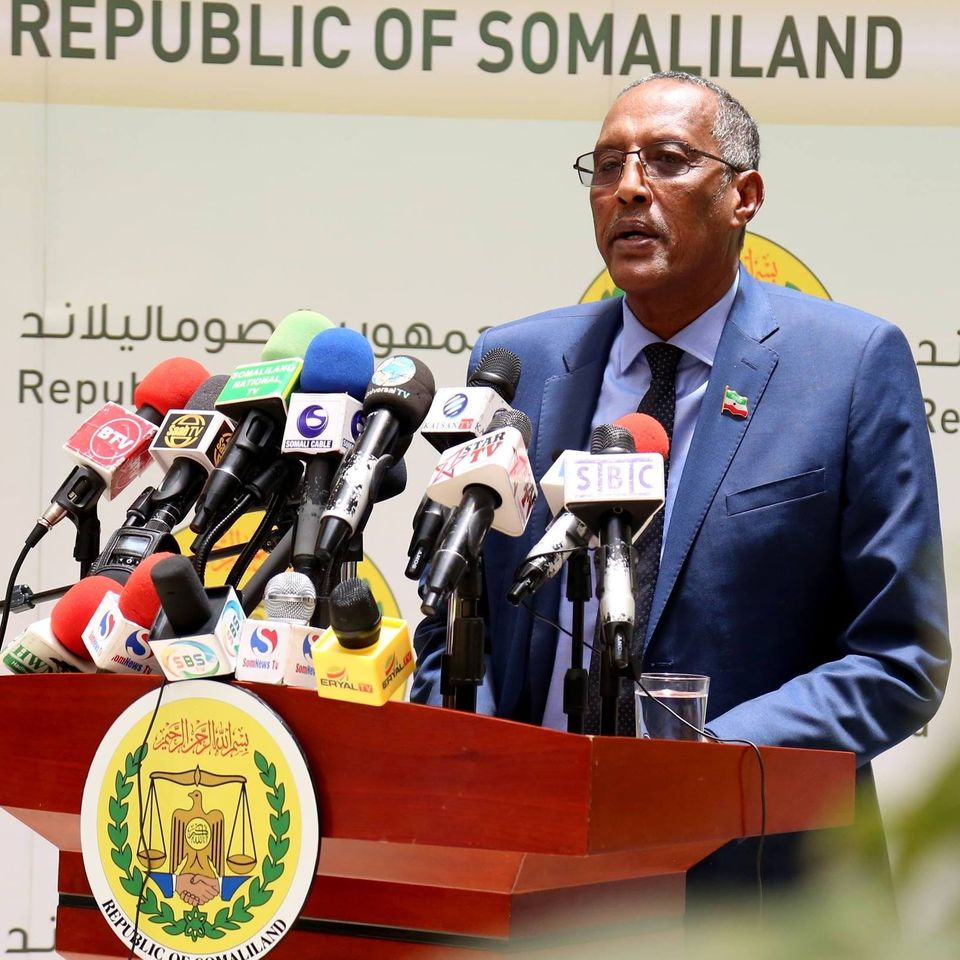
Muse Bihi Abdi durante un discorso

Muse Bihi Abdi ha prestato giuramento ufficiale come 5 ° Presidente della Repubblica del Somaliland il 13 dicembre 2017 nella capitale Hargeisa alla presenza di dignitari provenienti da Etiopia, Gibuti, Unione Europea e Regno Unito.